# Volo Khabarovsk Airlines 463
Il volo Khabarovsk Airlines 463 era un collegamento passeggeri domestico di linea dall'aeroporto di Nikolayevsk-on-Amur all'aeroporto di Nelkan, in Russia. Il 15 novembre 2017, il Let L 410 Turbolet che operava il volo si è schiantato in prossimità della pista dell'aeroporto di Nelkan, provocando la morte di sei dei sette a bordo. L'unica sopravvissuta era una bambina di tre anni che ha riportato gravi ferite. L'incidente è stato causato da un malfunzionamento dell'elica del motore destro.

## L'aereo
Il velivolo coinvolto era un Let 410UVP-E20, registrazione RA-67047, msn 3010. Aveva volato per la prima volta nel 2015 ed era spinto da due motori General Electric H80-200. Al momento dell'incidente aveva volato per 1 693 ore e completato 1 071 voli.

## L'incidente
Durante l'avvicinamento alla pista 04 dell'aeroporto di Nelkan, l'aereo perse improvvisamente velocità, rollò di 180 gradi a sinistra e si schiantò contro una foresta a 2 chilometri dalla pista. Entrambi i piloti (che erano anche gli unici membri dell'equipaggio a bordo) e quattro dei cinque passeggeri morirono. Non ci furono vittime a terra.

## Le indagini
L'Interstate Aviation Committee (in russo: Межгосударственный авиационный комитет) ha indagato sull'incidente con l'assistenza dell'Istituto ceco per le indagini sugli incidenti aerei (ceco: Ústav pro odborné zjišťování příčin leteckých nehod), in rappresentanza dello stato di fabbricazione dell'aereo. Una relazione preliminare è stata pubblicata il 22 dicembre 2017. Il rapporto finale è stato pubblicato nell'agosto 2019. La causa dell'incidente era che l'elica del motore destro aveva raggiunto un passo negativo durante il volo, provocando una perdita di controllo. Sono state formulate ventiquattro raccomandazioni di sicurezza.
Al momento dell'incidente, non erano state fornite istruzioni ai piloti da utilizzare nel caso in cui un'elica entrasse in "beta range" in volo. Il rischio che ciò accada è valutato come 1 su 10-14. In seguito all'incidente, e dopo aver trovato prove di altri eventi, fu emessa un'istruzione secondo cui l'elica interessata doveva essere messa in bandiera e il volo completato con un motore.